# Loipothea elegans
Loipothea elegans är en insektsart som beskrevs av Rauno E. Linnavuori 1969. Loipothea elegans ingår i släktet Loipothea och familjen dvärgstritar. Inga underarter finns listade i Catalogue of Life.